# Semiothisa zombina
Semiothisa zombina là một loài bướm đêm trong họ Geometridae.